# Sciummo/Tu sei mio
Sciummo/Tu sei mio è il 40º singolo discografico di Mina, pubblicato nel 1961 dall'etichetta Italdisc.

## Storia
Le canzoni sono presenti nell'album Moliendo café del 1962 e nella raccolta su CD di tutti i singoli prodotti fino al 1964 Ritratto: I singoli Vol. 2 del 2010.
Tony De Vita arrangia e accompagna con la sua orchestra, Mina nei due brani. Ha un'unica copertina ufficiale. Sciummo è un classico della canzone napoletana che deve la sua bellezza e popolarità al contenuto poetico del testo, un capolavoro di Enzo Bonagura, che si firma con lo pseudonimo Lucillo. In napoletano il titolo è una parola poco usata per designare un fiume. Presentata al Festival di Napoli 1952 da Achille Togliani e Sergio Bruni, si classifica quarta, ma diventerà un successo mondiale nella versione in inglese intitolata The River con il testo di Robert Mellin (non, come erroneamente riportato, di Helen Merrill che la inciderà solo nel 1965), cantata per primo da Bing Crosby nel 1955, poi da Frank Sinatra e altri.
Mina l'ha inserita anche del suo album Mina Nº 7 del 1964 e riproposta dal vivo in un medley nello show televisivo Studio Uno del 18 novembre 1961, quest'ultima versione è reperibile nell'antologia Signori... Mina! vol. 2 pubblicata nel 1993.

## Cover
- In Italia la prima è di Roberto Murolo in un singolo del 1952[8] e nel suo album Melodie napoletane per canto e pianoforte del 1955.
- Nel 1966 Mario Trevi la pubblica su 45 giri e nell'album Canzoni napoletane moderne dello stesso anno.
- Peppino di Capri la incide in inglese nel 1970 sul 45 giri e in lingua originale nell'album Napoli ieri - Napoli oggi.
- Nel 1974 è la volta di Rosanna Fratello nel suo album Canti e canzoni dei nostri cortili.

## Tracce
Lato A
1. Sciummo – 2:45 (testo: Lucillo – musica: Carlo Concina; edizioni musicali Leonardi)

Lato B
1. Tu sei mio – 2:16 (testo: Roxy Bob – musica: Umberto Prous; edizioni musicali Orchestralmusic)